# Boxeuropameisterschaften 2000
Die 33. Herren-Boxeuropameisterschaften der Amateure 2000 wurden vom 13. bis zum 21. Mai 2000 in der finnischen Stadt Tampere ausgetragen. Dabei wurden 48 Medaillen in zwölf Gewichtsklassen vergeben. Die Europameisterschaften waren gleichzeitig ein Qualifikationsturnier für die Olympischen Spiele 2000 in Sydney.

## Ergebnisse
| Klasse                          | Gold                        | Silber                           | Bronze                                                 |
| Halbfliegengewicht (bis 48 kg)  | Walerij Sydorenko Ukraine   | Nikolai Kasakow Russland         | Pál Lakatos Ungarn Marian Velicu Rumänien              |
| Fliegengewicht (bis 51 kg)      | Wolodymyr Sydorenko Ukraine | Bogdan Dobrescu Rumänien         | Sewdalin Marinow Bulgarien Juho Tolppola Finnland      |
| Bantamgewicht (bis 54 kg)       | Ağası Məmmədov Türkei       | Raimkul Malachbekow Russland     | Aram Ramasjan Armenien György Farkas Ungarn            |
| Federgewicht (bis 57 kg)        | Ramaz Paliani Türkei        | Boris Georgiew Bulgarien         | Falk Huste Deutschland Aljaksej Worobijew Weißrussland |
| Leichtgewicht (bis 60 kg)       | Alexander Maletin Russland  | Filip Palić Kroatien             | Selim Paliani Türkei Norman Schuster Deutschland       |
| Halbweltergewicht (bis 63,5 kg) | Alexander Leonow Russland   | Dimitar Schtiljanow Bulgarien    | Nurhan Süleymanoğlu Türkei Willy Blain Frankreich      |
| Weltergewicht (bis 67 kg)       | Bülent Ulusoy Türkei        | Walerij Braschnik Ukraine        | Darius Jasevičius Litauen Mihály Kótai Ungarn          |
| Halbmittelgewicht (bis 71 kg)   | Felix Sturm Deutschland     | Andrei Mischin Russland          | Dmitry Usagin Bulgarien Nikola Sjekloća Jugoslawien    |
| Mittelgewicht (bis 75 kg)       | Zsolt Erdei Ungarn          | Stjepan Božić Kroatien           | Juha Ruokola Finnland Oleksandr Zubrihin Ukraine       |
| Halbschwergewicht (bis 81 kg)   | Alexander Lebsjak Russland  | Claudio Rîşco Rumänien           | Milorad Gajović Jugoslawien Ali Ismailov Aserbaidschan |
| Schwergewicht (bis 91 kg)       | Jackson Chanet Frankreich   | Sultan-Achmed Ibragimow Russland | Emil Garai Ungarn Andreas Gustavsson Schweden          |
| Superschwergewicht (über 91 kg) | Alexei Lesin Russland       | Paolo Vidoz Italien              | Cengiz Koç Deutschland Bagrat Oghanjan Armenien        |

## Medaillenspiegel
| Rang | Land           | Gold | Silber | Bronze | Gesamt |
| ---- | -------------- | ---- | ------ | ------ | ------ |
| 1    | Russland       | 4    | 4      | 0      | 8      |
| 2    | Türkei         | 3    | 0      | 2      | 5      |
| 3    | Ukraine        | 2    | 1      | 1      | 4      |
| 4    | Ungarn         | 1    | 0      | 4      | 5      |
| 5    | Deutschland    | 1    | 0      | 3      | 4      |
| 6    | Frankreich     | 1    | 0      | 1      | 2      |
| 7    | Bulgarien      | 0    | 2      | 2      | 4      |
| 8    | Rumänien       | 0    | 2      | 1      | 3      |
| 9    | Kroatien       | 0    | 2      | 0      | 2      |
| 10   | Italien        | 0    | 1      | 0      | 1      |
| 11   | Armenien       | 0    | 0      | 2      | 2      |
| 11   | Finnland       | 0    | 0      | 2      | 2      |
| 11   | BR Jugoslawien | 0    | 0      | 2      | 2      |
| 14   | Aserbaidschan  | 0    | 0      | 1      | 1      |
| 14   | Belarus        | 0    | 0      | 1      | 1      |
| 14   | Litauen        | 0    | 0      | 1      | 1      |
| 14   | Schweden       | 0    | 0      | 1      | 1      |
|      | Gesamt         | 12   | 12     | 24     | 48     |